# Creu de Vol 1945
La Creu de Vol 1945 (en grec: ΠΕΤΩΝΤΑΣ ΣΤΑΥΡΟΣ 1945) és una condecoració grega, creada pel Rei Jordi II de Grècia i lliurada a oficials i a no oficials per accions de valor en vol. Es va crear imitant la Creu dels Vols Distingits britànica.
En el seu disseny, destaca una creu d'or, composta de quatre ales amb el monograma reial suspès d'una corona. La condecoració penja d'una cinta composta de barres diagonals de 4 mm. d'ample, en vermell i groc.
Les condecoracions posteriors s'indiquen mitjançant una corona.